# Prämonstratenserinnen
Prämonstratenserinnen sind der weibliche Zweig des Prämonstratenserordens. Sie bestehen aus Prämonstratenser-Chorfrauen und den Prämonstratenserinnen des Dritten Ordens, auch Norbertinerinnen genannt.

## Anfänge
Sie führen ihren Ursprung wie die Prämonstratenser auf Norbert von Xanten zurück. Dieser soll zusammen mit Ricovera von Clastre Stifter der Prämonstratenserinnen gewesen sein. In ihren Klöstern gilt die Augustinusregel.
Anfangs lebten Chorherren und -frauen häufig in Doppelklöstern. Dabei waren die beiden Lebensbereiche baulich getrennt. Neben den Priestern lebten dort als Konversen Männer und Frauen, die nach der Vorstellung Norberts nach dem Vorbild der Urkirche in Jerusalem zusammen arbeiteten und beteten. Sie standen unter Aufsicht des Abtes des Männerkonvents.
Neben den Doppelklöstern gab es von Beginn an Frauenklöster deutlich entfernt von den Männerkonventen. Deren wirtschaftliche Grundlage basierte auf eigenen vom Adel und später vom Bürgertum gestifteten Grundbesitz. Sie blieben aber abhängig von einem Chorherrenkonvent. Oft nicht klar davon zu unterscheiden sind Klostergründungen, die sich einem Männerkonvent unterstellten. Relativ eigenständige Frauenkonvente gab es vor allem in den nördlichen Niederlanden, in West- und Mitteldeutschland sowie in Böhmen.
Über das Leben in den Doppelklöstern ist nur wenig überliefert. Die bekannte Darstellung von Jakob von Vitry aus der Zeit um 1220 fällt bereits in die Zeit des Niedergangs dieser Lebensform. Sie gibt aber doch den Charakter der Prämonstratenserinnen wieder. Danach lebten die Frauen in strengster Klausur im inneren Bereich des Klosters. Sie nahmen auch nicht am Chor- oder Kirchengesang teil, sondern beteten und lasen in der Stille. Kaum anders beschreibt auch Hermann von Tournai das Leben der frühen Prämonstratenserinnen. Mit Männern – auch mit ihren Brüdern – durften die Prämonstratenserinnen von Angesicht zu Angesicht nicht sprechen. Dies war im Ausnahmefall nur durch andere kontrolliert durch ein Fenster in der Kirche möglich. Jeder Kleiderluxus war verpönt. Der traditionelle Habit bestand aus Tunika und Skapulier aus weißer Wolle, weißem Gürtel und schwarzem Schleier. Innerhalb des Klosters sollte ständiges Schweigen herrschen. Neben dem stillen Gebet gab es in den Klöstern zur Ausbildung des Nachwuchses eine Klosterschule.
Die vor allem anfangs strenge Observanz führte im Mittelalter zu einem starken Aufschwung der Prämonstratenserinnen. Folgt man Hermann von Tournai, der in den 1140er Jahren seine Chronik schrieb, lebten allein im Kloster Prémontré und den unmittelbaren Tochterklöstern 1000 Frauen, im gesamten Orden sollen es 10.000 gewesen sein.
Im Laufe der Zeit kam es auch zu einer inneren Differenzierung zwischen denjenigen, die das Offizium singen, den eigentlichen Chorfrauen und den nichtsingenden Schwestern, die weiterhin den Status von Konversen hatten. Die Entwicklung der Chorfrauen widersprach dabei den älteren Bestimmungen. Während die Entwicklung zu Chorfrauen in Frankreich nicht vollzogen wurde, geschah dies im Gebiet des Heiligen Römischen Reiches bereits in der zweiten Hälfte des 12. Jahrhunderts.

## Herausdrängung der Frauen aus dem Orden
Bereits unter dem Abt Hugo von Fosses, dem Nachfolger Norberts, begann ab 1137 allmählich die Herausdrängung der Frauen aus dem Orden. Dabei spielten verschiedene Gründe eine Rolle. Einer davon war der große Andrang, der dazu führte, dass ganze Familien ins Kloster eintreten wollten. Weitere Gründe waren die praktischen Probleme, die mit der strengen Klausur der Schwestern inmitten eines Männerkonvents zusammen hingen. Letztlich hat diese Entwicklung etwas mit der Abkehr von der anfänglichen charismatischen Gemeinschaft hin zu einem Orden mit klaren Institutionen zu tun.
Ob es dazu bereits in dieser Zeit einen Beschluss des Generalkapitels gab, ist in der Forschung umstritten. Gestützt wurde die Politik durch das zweite Laterankonzil, das gemeinsame Chorgebete von Schwestern, Kanonikern und Mönchen verbot. Ein erster nachgewiesener Beschluss des Generalkapitel des Ordens ist von 1174 oder 1176 bekannt. Dort hieß es: „Weil wir in gefahrvollen Zeiten leben und unsere Klöster über die Maßen belastet sind, haben wir durch gemeinsamen Beschluss des Kapitels entschieden, fortan keine Schwestern mehr aufzunehmen. Ein Abt, der diese Bestimmung übertritt, wird unnachsichtig abgesetzt.“
Zunächst wurden die Doppelklöster aufgelöst. Männer oder Frauen wurden in eigene Häuser ausgesiedelt. Dabei unterstanden die Frauenhäuser denen der Männer als Tochterklöster. Oft wurden diese nur wenige hundert Meter vom Mutterkloster auf einem Hof in Klosterbesitz gegründet. Diese waren meist klein und werden wegen ihrer starken Abhängigkeit auch als Annexkloster bezeichnet.
Teilweise ließ man den männlichen oder weiblichen Teil des Konvents aussterben, so dass nach einiger Zeit ein reines Männer- oder Frauenkloster entstand.
Den Schlusspunkt bildete 1270 der Beschluss, die Nonnen aus dem Orden auszuschließen und sie in andere Orden zu überführen. Viele Klöster wurden von den Zisterzienserinnen übernommen.

## Weitere Geschichte
Dazu kam es allerdings nicht überall. Im Rheinland und Westfalen etwa blieben die dort etwa 40 Frauenklöster bestehen oder kamen zum Orden zurück. In Friesland blieben sogar einige Doppelklöster bis zur Reformation und dem damit dort einhergehenden Ende bestehen. In Österreich bestand das 1153 gegründete Stift Pernegg bis 1584 ohne Unterbrechung als Chorfrauenstift.
Im Übrigen entfiel das Verbot der Aufnahme von Schwestern bereits faktisch wieder am Ende des 13. Jahrhunderts.
Noch im 14. Jahrhundert gab es in Kontinentaleuropa etwa 400 Stifte. Insbesondere in Deutschland gab es mehr Frauen- als Männergemeinschaften. Viele Frauenklöster gerade auch in Deutschland wurden durch den Erwerb von ausgedehnten Besitzungen wohlhabend und teilweise zu Versorgungsanstalten adliger Töchter.
Aus dem 14. Jahrhundert gibt es Hinweise, nach denen sich die Klausurvorschriften gelockert hatten und Schwestern Beziehungen mit Männern eingingen. Dagegen versuchte der Orden mit verschiedenen Bestimmungen vorzugehen.
Auch wenn die Frauenklöster stets den Männerklöstern unterstellt waren, gab es unterschiedliche Formen der Abhängigkeit. In der einen Gruppe konnten die Frauen die Wahl des männlichen Leiters, meist Propst genannt, durchsetzen oder bewahren. In der anderen Gruppe wurde der Leiter, dort meist Prior genannt, vom Vorsteher des Mutterklosters ohne Mitwirkung der Schwestern eingesetzt.
Die Frauengemeinschaft selbst wurde anfangs von einer „Magistra“ geleitet, später wurden diese meist Priorinnen oder Subpriorinnen genannt. Als die Schwestern in einigen Klöstern sich insbesondere im 17. und 18. Jahrhundert um eine Stärkung ihrer Rechte bemühten, kam es teilweise zu Konflikten mit den Mutterhäusern.
Stark betroffen wurden die Prämonstratenserinnen durch die Reformation. Dadurch gingen die meisten Häuser in den protestantischen Gebieten verloren. Tiefgreifend waren auch die Auswirkungen des Josephinismus in den habsburgischen Gebieten und schließlich die Säkularisation zu Beginn des 19. Jahrhunderts. Im weiteren Verlauf des Jahrhunderts und im 20. Jahrhundert erfolgten einige Neugründungen.
Im Jahr 1998 gab es weltweit noch sieben Klöster mit zusammen 146 Schwestern. Hinzu kamen 20 Niederlassungen mit 227 Schwestern in einigen mit dem Orden verbundenen Gemeinschaften bischöflichen Rechts.
Zu den Ordensheiligen gehört Gertrud von Altenberg, eine Tochter Elisabeths von Thüringen.